# Scuola Italiana di Atene
La Scuola italiana di Atene è una scuola superiore internazionale italiana attiva nella capitale greca dal 1956. Fino al 2015 era una scuola bilingue, ossia italo-greca, mentre attualmente è esclusivamente italiana.

## Storia
Secondo un documento che si vede ancor'oggi nell'ufficio del preside, la presenza scolastica d’Italia ad Atene comincia già nell’ultimo decennio del secolo XIX. Infatti, il governo greco conferì, nel febbraio 1890, al maestro diplomato Angelo Moretti la licenza di aprire una scuola primaria, di carattere privato, per l'insegnamento ai fanciulli di entrambi i sessi.
La sede della scuola di Moretti fu collocata in vari edifici del centro storico di Atene (via Charilaou Trikoupi, via Hippokratous ecc.); ma all'inizio del secolo XX venne costruito, al numero 47 di via Patission, un palazzo di proprietà della Comunità italiana di Grecia, che, durante il terzo decennio del secolo XX, fu regalato allo Stato italiano e da allora rimase conosciuto universalmente come la "Casa d'Italia". Nella Casa d'Italia risiedettero quasi tutte le scuole italiane operative ad Atene, le quali, benché fossero protette dal governo italiano, avevano spesso dei problemi con le autorità greche competenti.
Comunque, dopo l'armistizio dell'8 settembre 1943, la “Casa d'Italia” fu messa sotto sequestro dal governo greco per una durata di dieci anni, per poi essere nuovamente restituita allo Stato italiano nel 1952. A quell'epoca, i rapporti tra la Grecia e l'Italia erano già normalizzati e così, nel 1952 ed in base alla legge greca 2021, venne aperta ad Atene una scuola elementare italiana, destinata ai fanciulli italiani o italo-greci (cioè nati da matrimoni misti).
Nel 1954 fu inoltre firmato tra i due paesi un accordo bilaterale (legge greca 3476), che prevedeva la collaborazione tra Grecia e Italia soprattutto nel settore educativo e culturale. In conseguenza di ciò fu fondato, a Venezia, l'Istituto ellenico di studi bizantini e post-bizantini e contestualmente aprì, nella capitale greca, un ginnasio italo-greco, operativo dall'anno scolastico 1956-1957. In teoria, l'Istituto ellenico di Venezia era già in funzione dal 1948; ed il suo funzionamento fu facilitato non solo dall'esistenza di una importante comunità greca a Venezia ma anche dal fatto che la famiglia veneta Morosini (Maurocenus) aveva un ramo greco, appunto i Mavrogheni, i quali erano al servizio della Porta ottomana. Comunque, la reciprocità venne osservata: durante l'anno accademico 1956-1957, ginnasiarca, cioè direttore greco della scuola, fu Georgios Zoukis, un celebre filologo, che tuttavia si dimise presto; il suo successore fu Costantino Demertzìs, altro noto filologo, il quale divenne l'anima della scuola fino al 1983, anno in cui andò in pensione.
La direzione della Scuola italiana di Atene era un affare molto delicato. Per lo Stato italiano, infatti, la scuola era statale; ma per lo Stato greco era una istituzione privata, regolamentata dal ministero della pubblica istruzione. Lo Stato italiano era rappresentato dal preside e quello greco dal ginnasiarca. Fu il carattere cortese e soave di Demertzìs a garantire rapporti stabili tra le due autorità.
Dal 1960 al 1970 la scuola conobbe una continua ascesa e raggiunse l’apice di alunni iscritti proprio nel 1970 (con 431 alunni, di cui 399 greci o italo-greci, 16 italiani e 16 di altre nazionalità). Il ruolo di preside era allora svolto dal matematico Lorenzo Bencini e, grazie ad un'iniziativa sua e del ginnasiarca Demertzìs, la sezione greca venne unificata con quella italiana in un ginnasio di sei anni. Il risultato fu che a tutti gli allievi vennero somministrati ambedue i programmi ministeriali, ossia il greco e l'italiano, cosa riuscita attraverso la riduzione della durata dell'ora scolastica (40 minuti invece dei 50 dell’orario regolare previsto).
Nel 1973, la sede della scuola viene trasferita dal palazzo della via Patission ad un edificio, appartenente al Vaticano, nella periferia di Atene (via Mitsaki 18). Per di più, durante l’anno scolastico 1974-1975, secondo una decisione del preside, Nicolò Cantale, la scuola fu di nuovo divisa in due sezioni, greca ed italiana.
La Scuola statale italiana di Atene appartiene all'Ambasciata d'Italia in Atene e quindi allo Stato italiano. Al termine dei cicli elementare, secondario di primo grado secondario di secondo grado essa rilascia titoli con valore legale garantiti dallo Stato italiano. I titoli da essa rilasciati sono riconosciuti nell'intera UE e in tutti gli Stati del mondo con i quali l'Italia ha sottoscritto accordi culturali relativi alla validità dei titoli di Stato. In particolare tutti gli studenti non greci che conseguono il titolo al termine del liceo scientifico esistente in essa possono accedere alle Università greche senza altro esame. Al contrario gli studenti greci che conseguono il titolo di licenza liceale, mentre possono spenderlo ovunque riconosciuto ai colleghi italiani, debbono, a tutt'oggi, solo in Grecia, sostenere l'esame di accesso all'università greca, previsto dalle norme vigenti nello Stato Greco. Tale particolarità, che accomuna anche le altre scuole di stato presenti in Atene (francese, tedesca, ecc.) è oggetto di una riflessione da parte delle autorità competenti italiane e greche.